# Clerodendrum hispidum
Clerodendrum hispidum là một loài thực vật có hoa trong họ Hoa môi. Loài này được M.R.Hend. mô tả khoa học đầu tiên năm 1933.